# Aceste
Aceste est un roi légendaire de Ségeste (Sicile) qui secourut Priam pendant la guerre de Troie puis accueillit Énée, dont il fit ensevelir le père Anchise sur le mont Éryx, selon Virgile dans le Ve chant de l'Énéide.
D'après Denys d'Halicarnasse (60 av. J.-C. – 8 ap. J.-C.), Aceste est le fils d'une jeune Troyenne dont le père et les frères avaient été mis à mort par Laomédon en raison d'un différend entre celui-ci et le père. La jeune femme, vierge, a alors été exilée avec ses sœurs, mais était accompagnée par un jeune homme d'une famille distinguée pour qui elle éprouva un amour réciproque. Le couple s'est établi en Sicile, où est né Aceste, qui grandit en apprenant les coutumes et la langue de l'endroit. Ses parents décédés et Priam devenu roi de Troie, Aceste a pu regagner le pays de ses ancêtres. Après avoir aidé Priam dans la Guerre de Troie, il retourna en Sicile avant la fin de celle-ci. Par la suite, c'est là qu'il accueillit à bras ouverts Énée ayant fui Troie vaincue.
Selon d'autres sources mythologiques, la jeune fille troyenne s'appelle Acesta, et le père d'Aceste est le dieu fleuve Crimisos (Virgile, Énéide, V, 38-39).
Dans l'Énéide, Aceste participe à un jeu d'habileté et tire sa flèche avec une telle force qu'elle prend feu. Cette flèche enflammée est prophétique.